# Divéktemes
Divéktemes (szlovákul Temeš) község Szlovákiában, a Trencséni kerületben, a Privigyei járásban.

## Fekvése
Privigyétől 20 km-re északnyugatra fekszik.

## Története
1332-ben a pápai tizedjegyzékben „Temes” néven említik először.
A 18. század végén Vályi András így ír róla: „TEMES. Tót falu Nyitra Várm. földes Ura B. Hellenbach Uraság, lakosai katolikusok, ’s másfélék is, fekszik Csávojnak szomszédságában, mellynek filiája; határja ollyan, mint Belláé.”
Fényes Elek 1851-ben kiadott geográfiai szótárában így ír a faluról: „Temes, tót falu, Nyitra vmegyében, Csávoj filial. 238 kath. lak. F. u. b. Hellenbach örök.”
Borovszky Samu monográfiasorozatának Nyitra vármegyét tárgyaló része szerint: „Temes, Csávoj és Nevidzén közt, a Kis-Magura nyugoti lejtőjén fekvő tót falu 207 r. kath. vallásu lakossal. Postája Valaszka-Bela, táviró- és vasúti állomása Nyitra-Novák. Lakosai mint házalók vándoriparral foglalkoznak. Földesurai 1332-ben a Bossányiak és később a Rudnayak voltak.”
A trianoni diktátumig Nyitra vármegye Privigyei járásához tartozott.

## Népessége
| Év:            | 1994. | 2004.    | 2014.    | 2024.    |
| -------------- | ----- | -------- | -------- | -------- |
| Emberek száma: | 324   | 289      | 234      | 189      |
| Eltérés:       |       | -10,80 % | -19,03 % | -19,23 % |

| Év:            | 2023. | 2024.   |
| -------------- | ----- | ------- |
| Emberek száma: | 198   | 189     |
| Eltérés:       |       | -4,54 % |

1910-ben 297, túlnyomórészt szlovák anyanyelvű lakosa volt.
2001-ben 282 lakosából 279 szlovák volt.
2011-ben 254 lakosából 250 szlovák volt.
2021-ben 212 lakosából 207 szlovák, 1 egyéb és 4 ismeretlen nemzetiségű volt.

## Nevezetességei
- A Szűz Mária kápolna 20. századi késő klasszicista stílusú.